# Paul Felix Schmidt
Paul Felix Schmidt (* 7. Augustjul. / 20. August 1916greg. in Narwa, Gouvernement Estland, Russisches Kaiserreich; † 11. August 1984 in Allentown, Pennsylvania, Vereinigte Staaten) war ein deutschbaltischer Schachspieler und Chemiker.

## Leben
Schmidt war Sohn eines deutschbaltischen Augenarztes. Er erlernte Schach frühzeitig und galt bereits in seiner Jugend als einer der besten Spieler in Estland. 1935 gewann er ein internationales Turnier in Tallinn (deutsch Reval). 1936 spielte er einen Wettkampf gegen Paul Keres in Pärnu unentschieden 3,5:3,5 (+3 =1 −3). 1937 siegte er in Pärnu vor Paul Keres, Salo Flohr und Gideon Ståhlberg. Im selben Jahr spielte er bei der Schacholympiade 1937 in Stockholm für Estland am zweiten Brett (hinter Keres), bei der Schacholympiade 1939 in Buenos Aires gewann er mit Estland Bronze. 1936 und 1937 gewann er die estnische Einzelmeisterschaft.
Ende 1939 siedelte die Familie in den deutsch besetzten Reichsgau Wartheland über. Schmidt, der in Bromberg ansässig wurde, studierte zunächst in Danzig, dann in Heidelberg Chemie, wo er auch promovierte. Schmidt nahm an verschiedenen Turnieren in Deutschland und den während des Krieges besetzten Gebieten teil: 1940 wurde er Zweiter bei der deutschen Meisterschaft in Bad Oeynhausen. 1941 (ebenfalls in Bad Oeynhausen) gelangte er gemeinsam mit Klaus Junge auf den ersten Platz und besiegte ihn im anschließenden Stichkampf. Im selben Jahr gewann er gemeinsam mit Alexander Aljechin das Schachmeisterturnier im Generalgouvernement in Krakau/Warschau. 1943 wurde er Dritter in Salzburg und Zweiter bei der Großdeutschen Meisterschaft in Wien.
Nach Beendigung des Krieges wurde Schmidt zunächst Zweiter hinter Efim Bogoljubow in Kassel 1947, später erreichte er im Turnier von Hastings 1948/49, welches von Nicolas Rossolimo gewonnen wurde, 50 % der Punkte (6. Platz). Im Hoogovens-Turnier 1949 wurde er geteilter Zweiter (mit Tjeerd van Scheltinga) hinter Savielly Tartakower, doch war seine Schachkarriere 1950 bereits vorbei. Er nahm zuletzt an den deutschen Meisterschaften in Bad Pyrmont 1949 (3.–5. Platz) und 1950 (9.–10. Platz) teil und entschloss sich anschließend zur Übersiedlung in die USA. Er lebte und arbeitete als Chemiker in Philadelphia. Seine beste historische Elo-Zahl betrug 2696. Diese erreichte er im Dezember 1943 und belegte damit Rang 9 der (historischen) Weltbestenliste.
Schmidt wurde 1950 (bei der erstmaligen Titelverleihung) vom Weltschachbund FIDE zum Internationalen Meister ernannt.

## Werke
- Schachmeister denken, Dietmannsried-Allgäu 1949.